# Club Almagro
Pour les articles homonymes, voir Almagro.
Maillots
Le Club Almagro est un club de football argentin basé à Buenos Aires. Il est fondé en 1911 à Almagro, quartier de la capitale argentine.

## Historique
- 1911 : fondation du club sous le nom de Sportivo Almagro
- 1927 : le club est renommé Almagro

## Palmarès
- Champion d'Argentine D2 : 
  - Champion : 1937, 1968, Ape. 2004

## Anciens joueurs

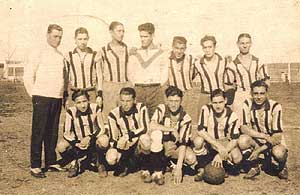
L'équipe d'Almagro en 1930.

| - Hector Ausili - Sebastián Carrera - Ricardo Caruso Lombardi - Juan Cobián - Emmanuel Culio - Damián Grosso - Francisco Maciel - Osvaldo Miranda - Federico Nieto - Oscar Rossi | - Delio Onnis - Raimundo Orsi - Enrique Planisi - Lucas Pusineri - Humberto Recanatini - Jonathan Santana - Lucas Sparapani - Claudio Tamburini - Carlos Alberto Yaqué |